# (971) Alsatia
(971) Alsatia és un asteroide del cinturó principal descobert per l'astrònom Alexandre Schaumasse en 1921 des de l'observatori de Niça.
Deu el nom a la regió francesa d'Alsàcia.
S'estima que té un diàmetre de 63,75 ± 1,7 km. La seva distància mínima d'intersecció de l'òrbita terrestre és d'1,23398 ua.
Tot i que la composició de l'asteroide és de carboni en lloc de silici, la corba de llum de l'asteroide el classifica com un membre de la família Eunòmia.
Les observacions fotomètriques recollides d'aquest asteroide mostren un període de rotació de 9,61 hores, amb una variació de lluentor de 10,05 de magnitud absoluta.